# 宮本町 (板橋区)
宮本町（みやもとちょう）は、東京都板橋区の町名。丁目の設定がない単独町名である。全域で住居表示が実施されている。

## 地理
板橋区の東部に位置する。東で清水町、南で大和町および富士見町、西で前野町、北で泉町と隣接する。町域は主に住宅地である。南辺で富士見街道が東西に、東辺で国道17号（中山道）および首都高速5号池袋線が南北に通じている。首都高速道路の板橋本町出入口が町域に設置されている。武蔵野台地成増台の高台部にあたる。

### 地価
住宅地の地価は、2024年（令和6年）7月1日の地価調査によれば、宮本町30-6の地点で47万5000円/m2となっている。

## 歴史
廃藩置県実施前は、武蔵国豊島郡前野村。

### 沿革
- 1871年（明治4年）11月：廃藩置県で所属していた浦和県（現埼玉県）から東京府に編入。大区小区制実施。
- 1878年（明治11年）：郡区町村編制法により北豊島郡が設置され、東京府北豊島郡前野村となる。
- 1889年（明治22年）4月1日：市制町村制施行により志村と合併、東京府北豊島郡志村大字前野となる。字名として、東原稲荷前、三ツ家、出井（小名：清水）。
- 1932年（昭和7年）10月1日：東京府内市郡併合による板橋区発足に伴い、東京府東京市板橋区志村清水町となる（1943年8月1日 東京都制施行）。
- 1935年（昭和10年）：中山道拡幅・新道（国道17号）建設工事が完成する。[7]
- 1935年（昭和10年）：日賀志屋合名会社（現・エスビー食品株式会社）板橋工場が志村清水町に創設される。1940年～1949年は本店も当地に置かれていた。
- 1944年（昭和19年）：都電志村線開通。清水町停留場が設置される。[8]
- 1947年（昭和22年）～1948年：エスビー食品板橋工場に国会議事堂を模した建屋が竣工する。
- 1955年（昭和30年）：飯田百貨店（現・コモディイイダ）宮本町店開店。
- 1961年（昭和36年）5月1日：地番整理により、志村清水町の一部地域が宮本町に再編される。[9]
- 1966年（昭和41年）5月28日：都電志村線廃止（最終運行日）。
- 1968年（昭和43年）12月27日：都営地下鉄6号線開通、板橋本町駅および本蓮沼駅開業。
- 1977年（昭和52年）8月19日：首都高速5号池袋線北池袋出入口 - 高島平出入口が開通。板橋本町出入口開設。
- 1981年（昭和56年）：エスビー食品工場が埼玉県東松山市に移転。跡地に1984年、スパイス展示館（非公開）が設置される。
- 1985年（昭和60年）：清水稲荷神社境内に清水資料館が設置される。
- 2009年（平成21年）：板橋イナリ通り商店街直営の地域ふれあいステーション「コン太村」開設。
- 2010年（平成22年）：中山道側のイナリ通り商店街入口区域（国際興業バス清水町停留所付近）が再整備される。

## 世帯数と人口
2025年（令和7年）3月1日現在（板橋区発表）の世帯数と人口は以下の通りである。
- 世帯数 : 3,401世帯
- 人口 : 5,383人

### 人口の変遷
国勢調査による人口の推移。
| 年                 | 人口  |
| ------------------ | ----- |
| 1995年（平成7年）  | 4,638 |
| 2000年（平成12年） | 4,905 |
| 2005年（平成17年） | 4,910 |
| 2010年（平成22年） | 5,148 |
| 2015年（平成27年） | 5,599 |
| 2020年（令和2年）  | 5,828 |

### 世帯数の変遷
国勢調査による世帯数の推移。
| 年                 | 世帯数 |
| ------------------ | ------ |
| 1995年（平成7年）  | 2,135  |
| 2000年（平成12年） | 2,395  |
| 2005年（平成17年） | 2,477  |
| 2010年（平成22年） | 2,768  |
| 2015年（平成27年） | 3,058  |
| 2020年（令和2年）  | 3,385  |

## 学区
区立小・中学校に通う場合、学区は以下の通りとなる（2021年8月時点）。
- 区域 : 全域
  - 小学校 : 板橋区立志村第一小学校
  - 中学校 : 板橋区立志村第一中学校

## 事業所
2021年（令和3年）現在の経済センサス調査による事業所数と従業員数は以下の通りである。
- 事業所数 : 158事業所
- 従業員数 : 1,543人

### 事業者数の変遷
経済センサスによる事業所数の推移。
| 年                 | 事業者数 |
| ------------------ | -------- |
| 2016年（平成28年） | 158      |
| 2021年（令和3年）  | 158      |

### 従業員数の変遷
経済センサスによる従業員数の推移。
| 年                 | 従業員数 |
| ------------------ | -------- |
| 2016年（平成28年） | 1,471    |
| 2021年（令和3年）  | 1,543    |

## 交通

### 鉄道
町域内に駅は存在しないが、以下の路線・駅が利用可能である。
- 東京都交通局
  - 都営地下鉄三田線：本蓮沼駅（蓮沼町および泉町）・板橋本町駅（本町および大和町）

### バス
- 国際興業バス ※出入庫に伴う区間運転系統は省略。
  - 清水町：池20 池袋駅西口行き・高島平操車場行き、池21 池袋駅西口行き・舟渡町経由高島平駅行き、赤51 西が丘経由赤羽駅西口行き・サンシャインシティ経由池袋駅東口行き、赤57 トンネル経由赤羽駅西口行き・日大病院行き
  - 北豊島工業高校：王54 上板橋駅行き・王子駅行き

### 道路
- 首都高速5号池袋線 板橋本町出入口
- 国道17号（中山道）
- 富士見街道 - 地元商店街では「ヱスビー通り」の愛称をつけている。

## 施設
- 板橋区立清水図書館
- 板橋富士見幼稚園
- エスビー食品板橋スパイスセンター - 非公開のスパイス展示館がある。
- コモディイイダ宮本町店
- 板橋イナリ通り商店街
- 清水稲荷神社 - 創建年代は明らかにされていない。志村清水町地域で使われていた農具や小道具を収納する清水資料館が境内に置かれている。
- 駄菓子屋ゲーム博物館 - 昭和時代の駄菓子屋に置かれていた懐かしいゲーム機が動態保存され、かつ遊ぶ事の出来る博物館

## その他

### 日本郵便
- 郵便番号 : 174-0054[3]（集配局 : 板橋北郵便局[19]）。